# حوزه انتخابیه سوم میشیگان
حوزه انتخابیه سوم میشیگان یک حوزه انتخابیه مجلس نمایندگان آمریکا است که در ایالت میشیگان قرار دارد.